# Masters and Servants
Masters and Servants är en brittisk reality-TV-serie från RDF Media, producerad av Channel 4.

## Handling
Familjer turas om att agera arbetsgivare och hushållspersonal.

## Avsnitt
Titlar namngivna efter familjer
- Avsnitt 1: Nutleys & Allen-Stevens
- Avsnitt 2: Roses & Mills
- Avsnitt 3: Hastings-Evans & Mehtas
- Avsnitt 4: Parnells & Stowells